# Felix Badcock
John Charles Badcock, detto Felix (Londra, 17 gennaio 1903 – Petersfield, 29 maggio 1976), è stato un canottiere britannico.
Era il marito di Joyce Cooper.

## Carriera
Ha vinto due medaglie olimpiche nel canottaggio: la medaglia d'oro alle Olimpiadi 1932 svoltesi a Los Angeles nella gara di quattro senza e la medaglia di argento alle Olimpiadi di Amsterdam 1928 nella gara di otto maschile.